# Le Nizan
Le Nizan ist eine französische Gemeinde mit 506 Einwohnern (Stand: 1. Januar 2022) im Département Gironde in der Region Nouvelle-Aquitaine. 
Sie grenzt im Norden an Roaillan, im Nordosten an Mazères, im Osten an Aubiac, im Südosten an Bazas, im Süden an Lignan-de-Bazas, im Südwesten an Uzeste und im Westen an Noaillan.

## Bevölkerungsentwicklung
| Jahr      | 1962 | 1968 | 1975 | 1982 | 1990 | 1999 | 2008 | 2015 |
| --------- | ---- | ---- | ---- | ---- | ---- | ---- | ---- | ---- |
| Einwohner | 413  | 338  | 297  | 289  | 312  | 349  | 417  | 496  |

## Sehenswürdigkeiten
- Kirche Saint-Martin, seit 1925 als Monument historique ausgewiesen

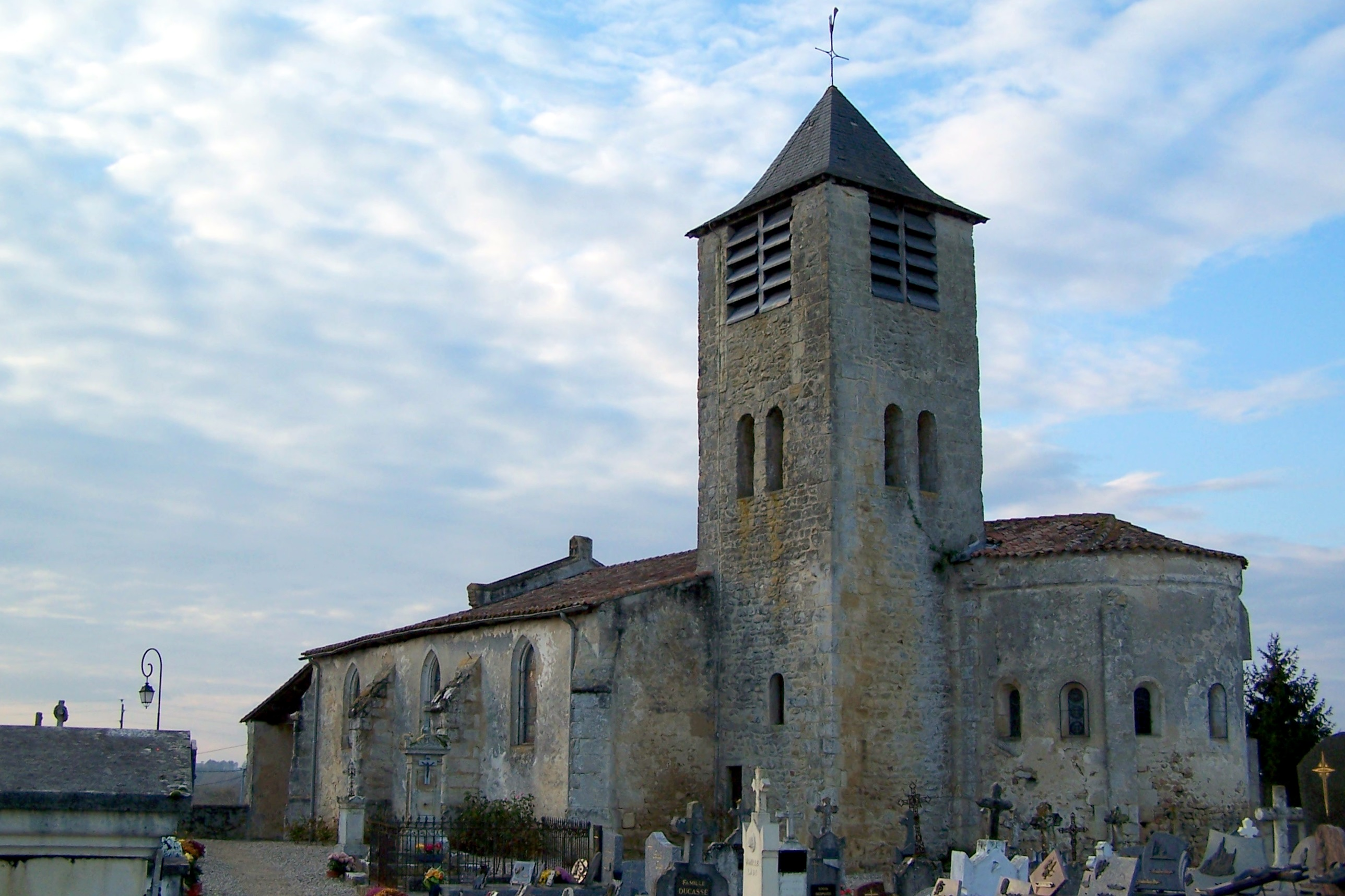
Kirche Saint-Martin